# Chesapeake Bay Bridge
Die Chesapeake Bay Bridge, offiziell Gov. William Preston Lane Jr. Memorial Bridge, ist ein aus zwei Hängebrücken bestehendes Bauwerk über die Chesapeake Bay im US-amerikanischen Bundesstaat Maryland. Benannt ist sie nach dem ehemaligen Gouverneur Marylands William Preston Lane, in dessen Amtszeit der Bau der Brücke begann. Die erste Brücke wurde im Juli 1952 eröffnet, ab 1969 begann wegen steigenden Verkehrsaufkommens der Bau einer parallelen zweiten Brücke, die im Juni 1973 fertiggestellt wurde. Im Jahr 2017 befuhren etwa 27,2 Millionen Fahrzeuge die Brücke.

## Geographie
Die Brücke verbindet den westlichen und östlichen Teil Marylands, die durch die Chesapeake Bay fast vollständig voneinander getrennt sind. Das knapp sieben Kilometer lange Bauwerk verbindet die Gegend um Annapolis mit Kent Island, der größten Insel in der Chesapeake Bay, die der Delmarva-Halbinsel vorgelagert ist. Über die Brücke führen die U.S. Highways 50 und 301. Die Chesapeake Bay Bridge ist eine der längsten Brücken über Wasser.

## Geschichte
Der Bau einer Brücke über die Chesapeake Bay wurde ab den 1880er-Jahren untersucht. 1908 wurde erstmals der Bau einer Verbindung zwischen dem heutigen Baltimore und Tolchester Beach vorgeschlagen, die privat finanziert werden sollte und von einer Oberleitungsbus-Linie bedient werden sollte. Ab 1919 kamen Planungen auf, die zudem eine Eisenbahnverbindung einkalkulierten. Im selben Jahr wurde wegen des steigenden Verkehrsaufkommens ein regelmäßiger Fährdienst zwischen Annapolis und Claiborne über die Bucht eingerichtet. Eine Fahrt dauerte bei einer Entfernung von etwa 37 Kilometern circa zwei Stunden. Später wurde die Fähre weiter nach Süden verlegt und benötigte dreißig Minuten.
1927 wurde einer Gruppe von Geschäftsleuten aus Baltimore gestattet, Geld für die Finanzierung einer Brücke über die Bucht einzusammeln. Infolge des Schwarzen Donnerstags 1929 und der darauffolgenden Great Depression kamen die Planungen jedoch wieder zum Erliegen. Ein weiterer Anlauf 1938, als der Staat Maryland dem Bau der Brücke bereits zugestimmt hatte, scheiterte wegen des Beginns des Zweiten Weltkriegs.
Nach dem Krieg wurden die Planungen unter Gouverneur William Preston Lane wieder aufgenommen. Im Gegensatz zu allen vorigen Vorschlägen entschied man sich jetzt wegen der einfacheren Streckenführung für eine Querung weiter südlich zwischen Sandy Point und Matapeake.
Der erste Spatenstich fand im Jahr 1949 statt, nach etwa dreieinhalb Jahren wurde die Brücke am 30. Juli 1952 eröffnet. Am 9. November 1967 wurde die Brücke offiziell nach dem in diesem Jahr verstorbenen William Preston Lane benannt.
In den 1960er-Jahren stieß die zweispurige Brücke an die Grenzen ihrer Kapazität, weswegen man sich entschloss, eine zweite Brücke zu errichten. Neben zwei weiteren Vorschlägen entschloss man sich schließlich, eine zweite Brücke knapp 150 Meter nördlich zu errichten, was am 28. Mai 1968 genehmigt wurde. Der Bau der dreispurigen Brücke begann ein Jahr später am 19. Mai 1969, die Eröffnung erfolgte am 28. Juni 1973.
Von 1986 bis 1988 wurde die ältere, südlichere Brücke erneuert, wobei sie in den Wintermonaten komplett geschlossen werden musste. Ab 2006 wurde auch die neuere Brücke einer Sanierung unterzogen.
Der Bau einer dritten Brücke, deren Kosten auf bis zu 7 Milliarden US-Dollar geschätzt werden, wird diskutiert.

## Betrieb

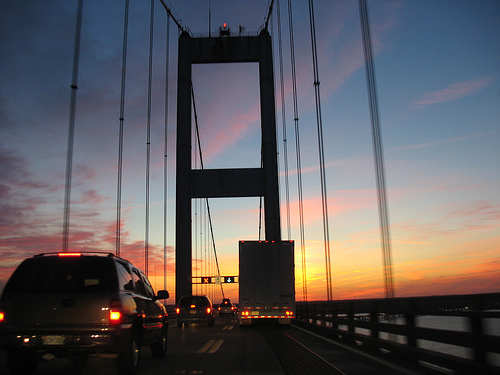
Die Nordbrücke mit Verkehr in beiden Richtungen

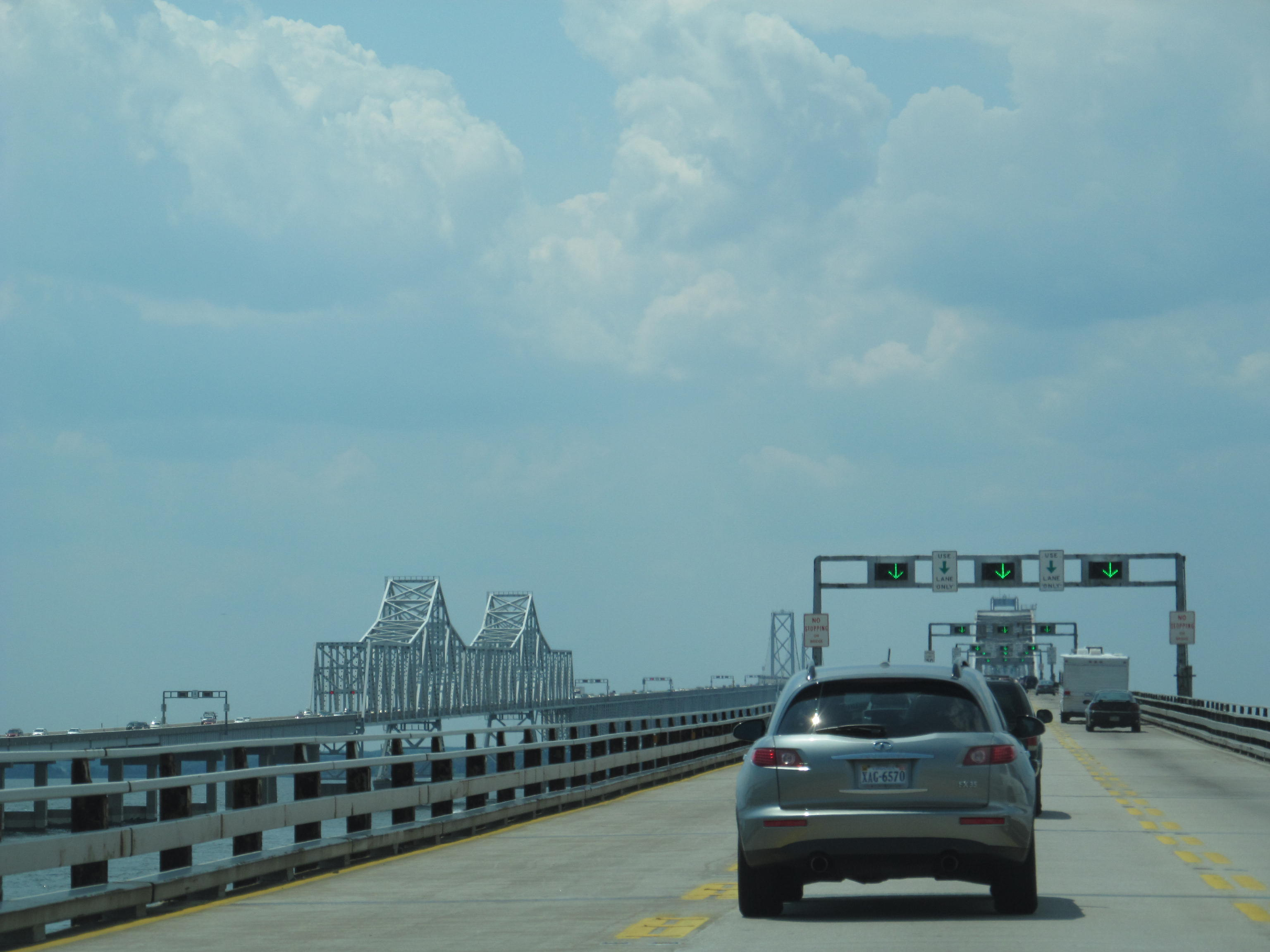
Die Nordbrücke mit Verkehr nur in Richtung Westen

Die beiden Brücken besitzen insgesamt fünf Spuren, davon zwei auf der älteren, 1952 fertiggestellten Südbrücke, drei auf der 1973 fertiggestellten Nordbrücke. Üblicherweise wird der Verkehr auf der zweispurigen südlichen Brücke in Richtung Osten und auf der dreispurigen nördlichen Brücke in Richtung Westen geführt. Die dritte Spur auf der Nordbrücke wird dabei je nach Bedarf zwischen Ost- und Westbetrieb umgeschaltet. Beide Brücken sind dafür ausgelegt, den Verkehr in beide Richtungen aufzunehmen, falls die andere Brücke gesperrt ist.
Bis 1989 wurden in beide Richtungen Mautgebühren erhoben, danach verdoppelte man die Mautgebühr in Richtung Osten, während die Fahrt in Richtung Westen mautfrei wurde, um durch den daraus resultierenden Wegfall einiger Mautstellen einen reibungsloseren Verkehr gewährleisten zu können. Eine Fahrt in Richtung Osten mit dem PKW kostet heute (Stand: 2019) 4 US-Dollar, mit dem E-ZPass 2,50 US-Dollar.
Durch die Länge der Brücke ist das andere Ufer nicht immer sichtbar, so dass manche Autofahrer verunsichert sind. Für ca. 40 $ lässt sich deshalb ein privater Shuttle-Service in Anspruch nehmen, der bis zu 30 Kunden täglich im eigenen Fahrzeug auf die andere Seite bringt.

## Auswirkungen
Der Bau der Brücken trug wesentlich zur Entwicklung des geographisch isolierten Eastern Shore auf der Delmarva-Halbinsel, dem östlichen Teil Marylands, bei. Sie verkürzte die Zeit, um die Bucht zu überqueren, von 30 auf sechs Minuten. Im Jahr 1951, das letzte Jahr, bevor die Brücke eröffnet wurde, verzeichnete die Fähre 2.494 Fahrzeuge pro Tag. Nach der Eröffnung der Brücke wurden im Jahr 1953 5.295 Fahrzeuge täglich gezählt, die die Brücke überquerten, 2015 waren es über 70.000. Besonders profitierte die Stadt Ocean City im Osten der Halbinsel, die sich zu einem beliebten Urlaubsort entwickelte und im Sommer nach Baltimore die meisten Einwohner Marylands beherbergt.